# Hòn Tro
Hòn Tro hay Gò Mới (tiếng Pháp: île des Cendres, nghĩa là "đảo tro") là một hòn đảo hình thành do hoạt động của núi lửa dưới biển ở phía nam đảo Phú Quý, ngoài khơi Nam Trung Bộ thuộc Việt Nam vào năm 1923. Tuy nhiên, hòn Tro chỉ tồn tại trong thời gian ngắn rồi bị sóng biển đánh tan do đảo này được tạo thành từ vật liệu chưa được cố kết chặt chẽ.

## Hình thành

### Hòn Tro
Vào buổi chiều ngày 2 tháng 3 năm 1923, tàu hơi nước Wakasa-Maru của Nhật Bản trên hải trình từ Hồng Kông đến Singapore nhìn thấy một cột khói trắng bốc lên từ Biển Đông ở một địa điểm có toạ độ 10°10'B 109°00′Đ và độ sâu vùng biển lân cận khoảng 50 sải (trên 90 mét). Lúc đầu thuyền trưởng Horikawa cho rằng đây là một chiếc tàu đang cháy và đến gần nhằm giải cứu thủy thủ đoàn. Tuy nhiên, họ đã quay lại hành trình của mình sau khi nhận ra rằng cột khói này là do hoạt động núi lửa gây nên. Theo ghi nhận của Wakasa-Maru, cứ "chốc chốc một đám khí lớn lại xuất hiện trên mặt biển (...) Đám khí vươn lên rất nhanh, nở rộng và có hình khí cầu, cuối cùng trông giống một đám mây tích lớn (...) cao đến 7.000 ft [hơn 2.100 m]".
Ngày 8 tháng 3 năm 1923, núi lửa dưới biển bắt đầu phun dung nham nhưng còn yếu. Buổi trưa cùng ngày, tàu H.M.S Carliste của Anh tận dụng cơ hội đi qua khu vực này trong hải trình từ Singapore đến vịnh Đại Bằng (đông bắc Hồng Kông) nhằm khảo sát sơ lược hoạt động núi lửa. Từ một vị trí cách đó 45 hải lý (hơn 83 km), tàu Carliste dùng kính lục phân đo lường ra chiều cao cột hơi nước là khoảng 1.500 ft (trên 450 m) tính từ chỗ phun trào, đạt đến mức 5.500 ft (gần 1.680 m) do hơi nước tản ra trước khi gió đông đông bắc thổi. Hòn đảo mới xuất hiện có hình móng ngựa, dốc từ đông đông bắc về tây tây nam. Mũi tây tây nam của đảo đạt độ cao 80–100 ft (24,5-30,5 m). Ngày 15 tháng 3 năm 1923, màn phun trào núi lửa tạm ngưng rồi bắt đầu trở lại vào ngày 20 tháng 3.
Hòn đảo hình thành mang tên tiếng Pháp là île des Cendres, trong tiếng Việt được gọi là hòn Tro. Đảo được tạo thành từ đá bazan, cao 24,4-30,5 so với mặt biển và dài 457 m. Các thăm dò độ sâu cho thấy đảo này rất dốc. Cách xa bờ 150 m thì độ sâu ngoài 30 m; cách xa bờ 1.000 m thì độ sâu là 100 m.

### Đảo nhỏ gần hòn Tro
Theo Thông báo dành cho thủy thủ số 715 của Admiralty (cơ quan thủy văn học Anh) dựa trên kết quả từ tàu khảo sát H.M. Iroquois (ngày 13 tháng 5) thì còn có một đảo nhỏ khác cũng hình thành do hoạt động núi lửa. Đảo này cách hòn Tro khoảng 2 hải lý về phía nam, ở vào toạ độ 10°08'12"B 109°0'30"Đ và tính đến ngày 13 tháng 5 năm 1923 thì vẫn còn phun trào.

## Tàn lụi
Núi lửa tiếp tục hoạt động đến tháng 5 thì ngưng. Hòn Tro bắt đầu chìm dần từ cuối tháng 7 năm 1923 và đến tháng 9 cùng năm thì chỉ còn là một thực thể ngầm nằm cách mặt nước 20 m. Nghiên cứu của Bondarenko & Nadezhnyi (1989) cho biết tại khu vực núi lửa hòn Tro có hai nón xỉ ngầm đã hình thành nên các đảo vào sự kiện năm 1923 cùng với hai nón dung nham chưa xác định chắc chắn được tuổi.